# Nicolas Winding Refn
Nicolas Winding Refn (Copenhague, 29 de septiembre de 1970) es un director, productor y guionista de cine y televisión danés, ganador en el Festival de Cannes como mejor director y candidato a los Premios BAFTA. Ha dirigido películas como la trilogía Pusher (1996, 2004 y 2005), Bronson (2008), Valhalla Rising (2009) Drive (2011), Y Only God Forgives (2013).

## Biografía
Nicolas Winding Refn nació el 29 de septiembre de 1970 en Copenhague, Dinamarca. Sus padres son el director y editor de cine danés Anders Refn y la directora de fotografía Vibeke Winding. Su medio hermano es el cantante danés Kasper Winding. Se mudó a la ciudad de Nueva York cuando tenía ocho años, y pasó allí toda su adolescencia.
Winding Refn cita el visionado de The Texas Chain Saw Massacre (1974) como una inspiración para su carrera cinematográfica:

Crecí en una familia cinéfila. Mis padres fueron atraídos por la Nouvelle vague. Para ellos eso era Dios, pero para mí era el Anticristo, y qué manera mejor de rebelarte contra tus padres que viendo algo que tu madre va a odiar, lo cual era películas de terror estadounidenses. Cuando vi The Texas Chain Saw Massacre, me di cuenta: no quiero ser un director, no quiero ser un guionista, no quiero ser un productor, no quiero ser un director de fotografía, no quiero ser un editor, no quiero ser un editor de sonido. Quiero ser todos ellos a la vez. Y esa película demostró que puedes hacerlo, porque esa película no es una película normal.

Cuando cumplió diecisiete años volvió a su país natal, Dinamarca, para completar sus estudios. Una vez terminados regresó a Nueva York para estudiar en la American Academy of Dramatic Arts, pero fue expulsado de la escuela; como consecuencia de ello se matriculó posteriormente en la Danish Film School, pero sin llegar a concluir sus estudios. Dirigió y escribió su primera película, Pusher (1996), con 26 años.

## Vida personal
Está casado con la actriz Liv Corfixen, con quien tiene dos hijas. Mantiene una estrecha amistad con Alejandro Jodorowsky y se jacta de tener las manos más limpias del planeta.[cita requerida] Es el encargado de personificar a Heart Man en el videojuego de PS4 Death Stranding, cuyo personaje muere cada 21 minutos para poder ir a buscar a su familia muerta en el más allá.[cita requerida]

## Filmografía
| Año  | Título                    | Notas                        |
| ---- | ------------------------- | ---------------------------- |
| 1996 | Pusher                    | Director/guionista/actor     |
| 1999 | Bleeder                   | Director/guionista/productor |
| 2001 | De udvalgte (TV)          | Director/guionista/productor |
| 2003 | Fear X                    | Director/guionista           |
| 2004 | Pusher II                 | Director/productor/guionista |
| 2005 | Pusher 3                  | Director/guionista           |
| 2007 | Marple: Nemesis (TV)      |                              |
| 2008 | Bronson                   | Director                     |
| 2009 | Valhalla Rising           | Director/guionista           |
| 2011 | Drive                     | Director                     |
| 2013 | Only God Forgives         | Director/guionista           |
| 2016 | The Neon Demon            | Director/guionista           |
| 2019 | Too Old to Die Young (TV) | Director/productor/guionista |
| 2022 | Copenhagen Cowboy (TV)    | Director/productor           |

## Premios
Premios BAFTA
| Año  | Categoría      | Película | Resultado |
| ---- | -------------- | -------- | --------- |
| 2011 | Mejor director | Drive    | Candidato |

Festival de Cannes
| Año  | Categoría       | Película | Resultado |
| ---- | --------------- | -------- | --------- |
| 2011 | Palma de Oro    | Drive    | Candidato |
| 2011 | Mejor dirección | Drive    | Ganador   |

Festival de Cine de Sitges
| Año  | Categoría                 | Resultado |
| ---- | ------------------------- | --------- |
| 2015 | Premio Máquina del Tiempo | Ganador   |